# Dhanbad
Dhanbad (Santali: ᱫᱷᱟᱱᱵᱟᱫᱽ, Dhanabād) ist eine Industriestadt im indischen Bundesstaat Jharkhand. Sie hat etwa 1,2 Millionen Einwohner (Volkszählung 2011) und ist Verwaltungssitz des Distrikts Dhanbad.

## Geografie

### Geografische Lage
Die Stadt liegt 10 km nördlich vom Flusslauf des Damodar, circa 280 km nordwestlich von Kolkata.

### Klima
Maximaltemperatur im Winter: 22 °C
Minimaltemperatur im Winter: 8 °C
Maximaltemperatur im Sommer: 44 °C
Minimaltemperatur im Sommer: 22 °C
Niederschlag: 1.400 mm
Im Winter bildet sich oft starker Smog über Dhanbad. Die Luftverschmutzung stammt von den viele Kokereien in der Region, die ohne jegliche Abgasbehandlung arbeiten. Die Gegend um Dhanbad hat eine der höchsten Luftverschmutzungen in ganz Indien.

## Kultur und Sehenswürdigkeiten

### Bauwerke
In der Umgebung können die Stauseen der Damodar Valley Corporation besichtigt werden. Der größte von ihnen ist der Maithon Dam, der etwa 50 km von Dhanbad entfernt ist.

## Wirtschaft und Infrastruktur

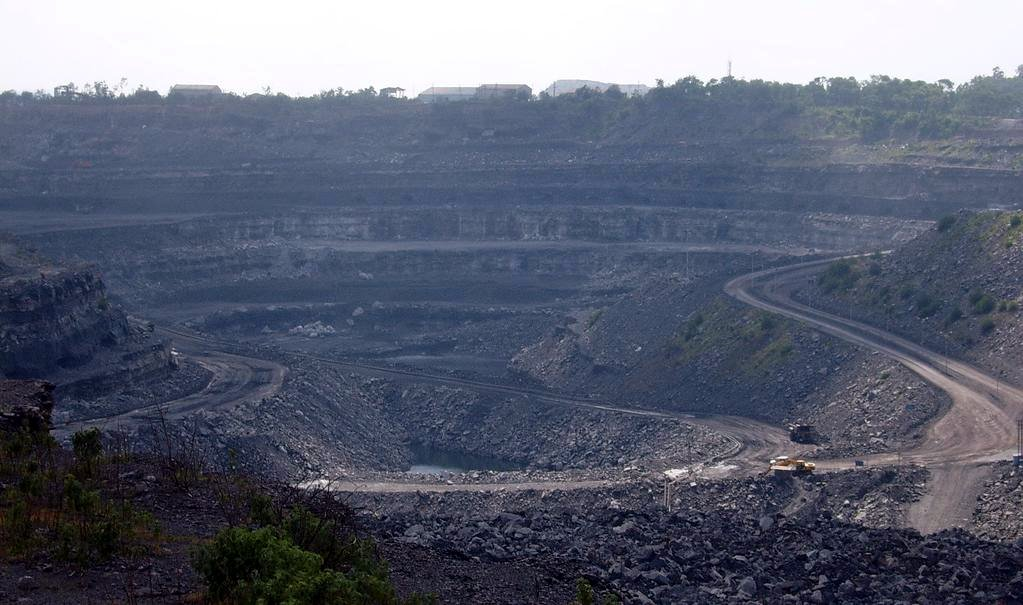
Kohlegewinnung im Tagebau bei Dhanbad

Die Stadt ist ein wichtiges Zentrum der Montanindustrie. In der Region sind viele Kohlengruben und Stahlhütten angesiedelt. Die elektrische Energieversorgung des Industriegebietes wird durch die Stauseen der Hochwasserdämme in der Region sichergestellt.

### Verkehr
Dhanbad ist verkehrstechnisch gut erschlossen:
Die Stadt liegt an der direkten Eisenbahnlinie Neu-Delhi – Kolkata. Rajdhani Express und Shatabdi Express halten in Dhanbad. Im Güterverkehr wird sowohl Stahl für den Hafen in Kolkata, wie auch Kohle für die Kraftwerke in Neu-Delhi in Dhanbad verladen. Die Stadt hat das zweithöchste Güterverkehrsaufkommen in ganz Indien. Die Transporte ab Dhanbad sind die wichtigste Einnahmequelle für die Eastern Railway.
Die Autostraße NH-2 (ehemalige Grand Trunk Road) führt ebenfalls an Dhanbad vorbei. Sie ist die direkte Verbindung Neu-Delhi – Kolkata.

### Ansässige Unternehmen
Bharat Coking Coal Limited (BCCL) - diese staatliche Gesellschaft baut die Kohle für die Stahlwerke im Tagebau ab

### Öffentliche Einrichtungen
Central Mining Research Station (CMRS) - Zentrale Labor für Bergbauforschung
Central Fuel Research Institute (CFR)- Zentrales Institut für Brennstoffforschung, das sich hauptsächlich mit Kohle befasst
Directorate General of Mines Safety (DGMS) - Direktion für Grubensicherheit

### Bildung
Indian Mining School (IMS) - Indische Bergbau Schule

## Söhne- und Töchter der Stadt
- Alfred Fane (1911–1942), britischer Autorennfahrer und Flieger